# Эпир (римская провинция)

Провинция Эпир на карте Римской империи в 117 году

Эпи́р — римская провинция, располагавшаяся на территории современной южной Албании и северо-западной части Греции. Столицей провинции был город Никополь.
Эпир был завоёван римлянами около 168 года до н. э. Во время захвата римляне разрушили свыше 70 городов и угнали в рабство около 150 тыс. эпиротов. Однако, Эпир не стал отдельной провинцией и после подавления восстания Андриска был включён в состав провинции Македония, которая была основана в 146 году до н. э. В эпоху правления императора Октавиана Августа произошла небольшая реорганизация, и Эпир был разделён между Македонией и Ахеей. Только около 108 года Эпир стал самостоятельной провинцией благодаря императору Траяну.
Управляемая прокуратором провинция Эпир всё ещё существовала при Адриане. Что касается периода после него, не существует документации, в которой можно восстановить в деталях административную историю Эпира. Тем не менее, можно предположить, что провинция в течение очень долгого времени находилась под управлением наместников из всаднического сословия, возможно, иногда наместника назначал сенат. Существуют свидетельства о том, что при Каракалле прокураторы продолжали править Эпиром.
Во время административно-территориальной реформы Диоклетиана в конце III века провинция была разделена на две части: Новый Эпир и Старый Эпир.
В IX веке на месте провинции Эпир была организована византийская фема Никополис.